# Kotiteollisuus
Kotiteollisuus — финская хеви-метал-группа.

## История
Участники группы, играли вместе с юности, решили научиться играть и создать группу после окончания службы в армии в 1991 году. Свой первый альбом они выпустили в 1996 году. После этого группа стала набирать обороты популярности на финской метал-сцене. На сегодняшний день выпущено тринадцать альбомов, группа занимает первое место в голосованиях, проводимых финскими журналами и радиоканалами рок-музыки. Группа живёт своим сильнейшим периодом и её выступления, транслируемые с места, высшего качества. Настойчивый стиль группы Kotiteollisuus привлекает другие финские группы следовать за ней. Тяжёлая музыка с тяжёлой тематикой песен входит сегодня в обыденный состав программ финских радиоканалов. Группа достигла славы и своим персональным юмором. Вокалист и гитарист Йоуни Хюнюнен ведёт своеобразную колонку на сайтах Ilosaarirock.
В работе группы в разное время участие принимали такие известные музыканты, как Туомас Холопайнен (Nightwish), Марко Аннала (Mokoma), Мийтри Аалтонен (Monsteriser). Группа выступает преимущественно в Финляндии, однако были выступления и за её пределами, в частности, в Таллинне в рамках фестиваля Naapurivisa и в Санкт-Петербурге в рамках гастролей фестиваля «Ilosaarirock».

## Состав

### Текущий состав
- Йоуни Хюнюнен
- Яри Синкконен
- Янне Хонгисто

### Бывшие участники
- Аки Виртанен
- Симо Якиля
- Томи Сивениус

## Основная дискография
- Hullu ukko ja kotiteollisuus (1996)
- Aamen (1998)
- Eevan perintö (1999)
- Tomusta ja tuhkasta (2000)
- Kuolleen kukan nimi (2002)
- Helvetistä itään (2003)
- 7 (2005)
- Iankaikkinen (2006)
- Sotakoira (2008)
- Ukonhauta (2009)
- Kotiteollisuus (2011)
- Sotakoira II (2012)
- Maailmanloppu (2013)
- Kruuna/Klaava (2015)